# Carbonate de zinc
Le carbonate de zinc est un composé chimique de formule ZnCO3. C'est un sel de zinc Zn2+ et de carbonate CO32−. Il se présente sous la forme d'une poudre blanche cristallisée dans le système trigonal donnant des cristaux de structure rhomboédrique. Ces cristaux sont généralement bleus ou verts, mais il existe également des cristaux incolores, blancs, jaune pâle et marron. Il est présent naturellement dans la smithsonite.
Le carbonate de zinc est chimiquement semblable au carbonate de calcium CaCO3, à la différence qu'il ne forme pas de précipités sulfurés par addition d'acide sulfhydrique H2S. Il est soluble dans les acides et peut être converti en oxyde de zinc ZnO par un processus de recuit :
ZnCO3 ⟶ ZnO + CO2 ↑.
Il peut être dissous dans les solutions fortement basiques en formant des complexes incolores de tétrahydroxozincate Zn(OH)42−.
Du carbonate de zinc peut être obtenu en faisant réagir des sels de zinc avec du bicarbonate de potassium KHCO3 :
ZnSO4 + 4 KHCO3 ⟶ ZnCO3 + K2SO4 + K2CO3 + 2 CO2 + 2 H2O ;
ZnCl2 + 4 KHCO3 + n CO2 ⟶ ZnCO3 + 2 KCl + K2CO3 + (n + 2) CO2 + 2 H2O.
Le carbonate de zinc est utilisé comme pigment et est inclus dans des préparations pharmaceutiques. On l'utilise également pour la production de pigments à base d'oxyde de zinc, pour l'absorption du sulfure d'hydrogène lors du forage de puits profonds, et dans la teinture et l'impression des textiles. De plus, il est utilisé comme activateur pour la vulcanisation par le soufre ou par thiurames d'articles en caoutchouc semi-transparents et translucides, comme agent de vulcanisation pour élastomères carboxylés, ainsi que pour la production d'articles de plongée sous-marine en latex.
La protection contre la corrosion offerte par la galvanisation à chaud est due à la formation de couches protectrices sur les surfaces traitées, couches protectrices constituées largement de carbonate de zinc.